# Kodai Kimura
Kodai Kimura (jap. 木村 幸大, Kimura Kodai; * 6. Juni 2001 in Kazuno, Präfektur Akita) ist ein japanischer Nordischer Kombinierer.

## Werdegang
Kimura gab sein internationales Debüt bei den Nordischen Junioren-Skiweltmeisterschaften 2017 in Park City, wo er im Einzel nach der Gundersen-Methode Rang 38 sowie mit dem Team den achten Platz belegte. Bis zu seinem nächsten internationalen Einsatz dauerte es fast ein Jahr, ehe er Anfang Januar 2018 in Klingenthal im Continental Cup debütierte. Nachdem er bereits am ersten Wettkampftag die Punkteränge erreicht hatte, schaffte er am zweiten Tag bereits als Zehnter den Sprung in die vorderen Plätze. Im weiteren Saisonverlauf stellte er sich nun regelmäßig im Continental Cup der Konkurrenz, wo er sich mit weiteren guten Resultaten für eine erneute Nominierung zu den Nordischen Junioren-Skiweltmeisterschaften 2018 in Kandersteg empfahl. Dort erzielte er mit dem neunten Platz im Gundersen Einzel sowie Rang 17 im Sprint passable Ergebnisse. Mit guten Ergebnissen beim Auftakt in den Continental Cup 2018/19 machte Kimura weiterhin auf sich aufmerksam, sodass er Anfang Januar 2019 zum ersten Mal ins Weltcup-Team berufen wurde, jedoch die Punkteränge in Otepää verpasste. Bei den Nordischen Junioren-Skiweltmeisterschaften 2019 in Lahti lief er im Gundersen Einzel über zehn Kilometer erneut in die Top 10, die er auch mit dem Team, nicht aber im Sprint erreichte.

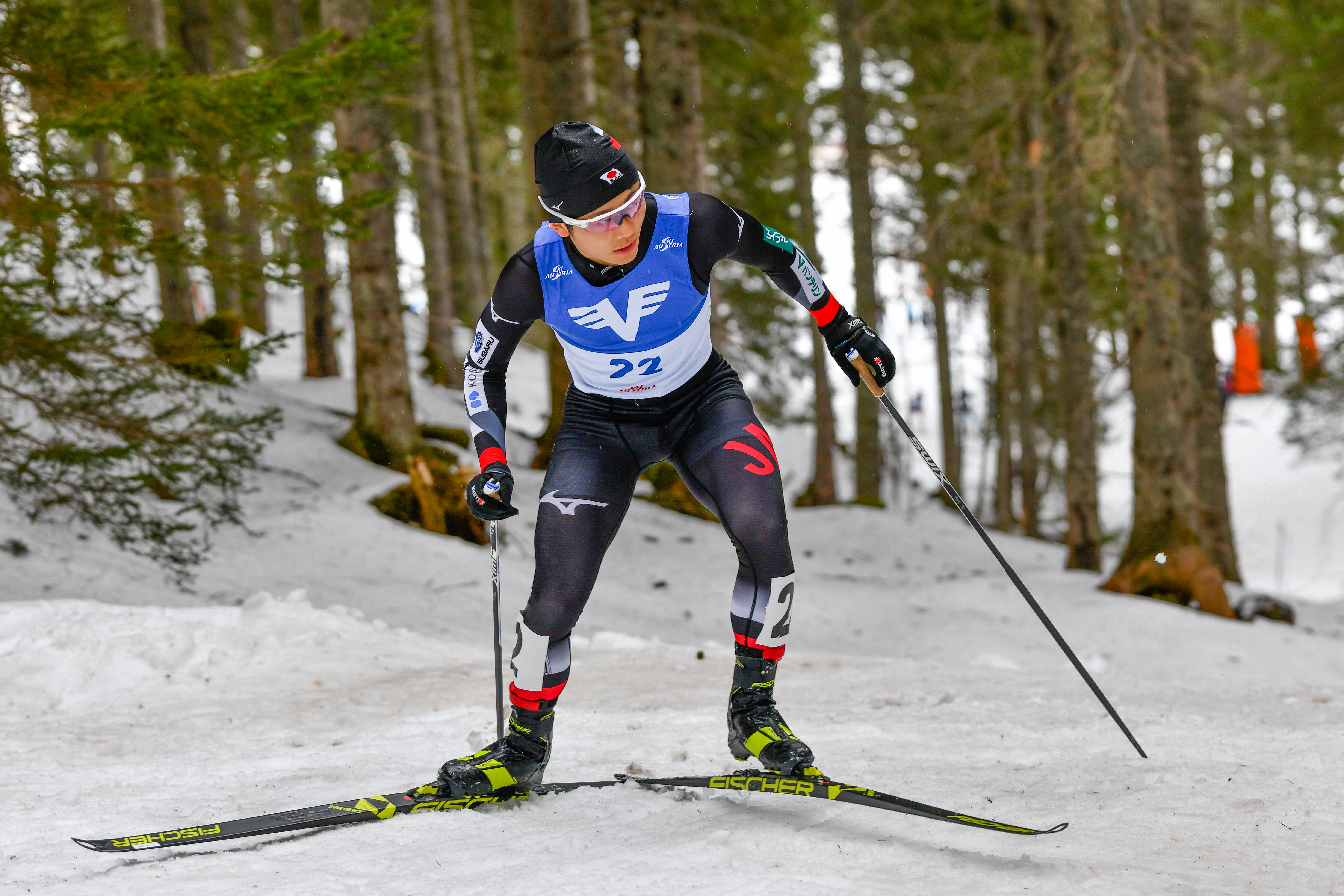
Kimura 2020 in Eisenerz

Zum Abschluss des Grand Prix 2019 in Planica gelang Kimura erstmals auf höchstem Niveau eine Glanzleistung. So erreichte er den fünften Rang mit nur acht Sekunden Rückstand auf den Sieger. Tags darauf wurde er disqualifiziert, weshalb er keine weiteren Grand-Prix-Punkte gewinnen konnte und letztlich den 35. Platz in der Gesamtwertung belegte. In der ersten Periode der Weltcup-Saison 2019/20 war Kimura Teil des japanischen Teams, verfehlte jedoch immer die Punkteränge. Auch im zweitklassigen Continental Cup tat sich Kimura zunächst schwer und erzielte nur vereinzelt zufriedenstellende Ergebnisse. Ende Februar 2020 erreichte Kimura erstmals das Podest im Continental Cup, als er gemeinsam mit Daimatsu Takehana, Anju Nakamura und Ayane Miyazaki den erstmals ausgetragenen Mixed-Team-Wettbewerb in Eisenerz auf dem dritten Platz hinter Norwegen und Österreich beendete. In der gleichen Besetzung gewann das japanische Mixed-Team knapp zwei Wochen später die Bronzemedaille bei den Nordischen Junioren-Skiweltmeisterschaften 2020 in Oberwiesenthal. Im Gundersen Einzel lief Kimura auf den elften Platz, ehe die Juniorenweltmeisterschaften mit dem sechsten Rang im Teamwettbewerb abgeschlossen wurden.
Zum Winterauftakt 2020/21 war Kimura in Ruka Teil des japanischen Weltcup-Kaders. Zwar tat sich der Japaner an allen drei Wettkampftagen schwer, doch gelang ihm schließlich beim letzten Gundersen-Wettbewerb sein erster Punktgewinn. Auch in den folgenden Wochen war er Teil des Weltcup-Teams, ehe er Mitte Februar zu den Nordischen Junioren-Skiweltmeisterschaften 2021 nach Lahti reiste. Dort belegte Kimura im Einzel mit mehr als zwei Minuten Rückstand auf den Sieger den achten Platz. Tags darauf belegte er als Schlussläufer gemeinsam mit Yūto Nishikata, Yuna Kasai und Ayane Miyazaki den fünften Rang im Mixed-Team. Bei den Nordischen Skiweltmeisterschaften 2021 in Oberstdorf gehörte Kimura zur fünfköpfigen japanischen Delegation, kam jedoch außerhalb von Trainingseinheiten nicht zum Einsatz. Beim abschließenden Weltcup-Wochenende in Klingenthal lief er zum dritten Mal in die Punkteränge und beendete die Saison mit sechs Punkten auf dem 51. Platz der Gesamtweltcupwertung.

## Statistik

### Weltcup-Platzierungen
| Saison  | Platz | Punkte |
| ------- | ----- | ------ |
| 2020/21 | 51.   | 006    |
| 2021/22 | 32.   | 078    |
| 2022/23 | 57.   | 007    |
| 2023/24 | 58.   | 022    |
| 2024/25 | 66.   | 009    |

### Grand-Prix-Platzierungen
| Saison | Platz | Punkte |
| ------ | ----- | ------ |
| 2018   | 48.   | 013    |
| 2019   | 35.   | 045    |
| 2022   | 49.   | 005    |

### Continental-Cup-Platzierungen
| Saison  | Platz | Punkte |
| ------- | ----- | ------ |
| 2017/18 | 24.   | 188    |
| 2018/19 | 24.   | 164    |
| 2019/20 | 43.   | 073    |
| 2020/21 | 55.   | 026    |
| 2023/24 | 66.   | 043    |
| 2024/25 | 66.   | 052    |